# Ústí nad Labem

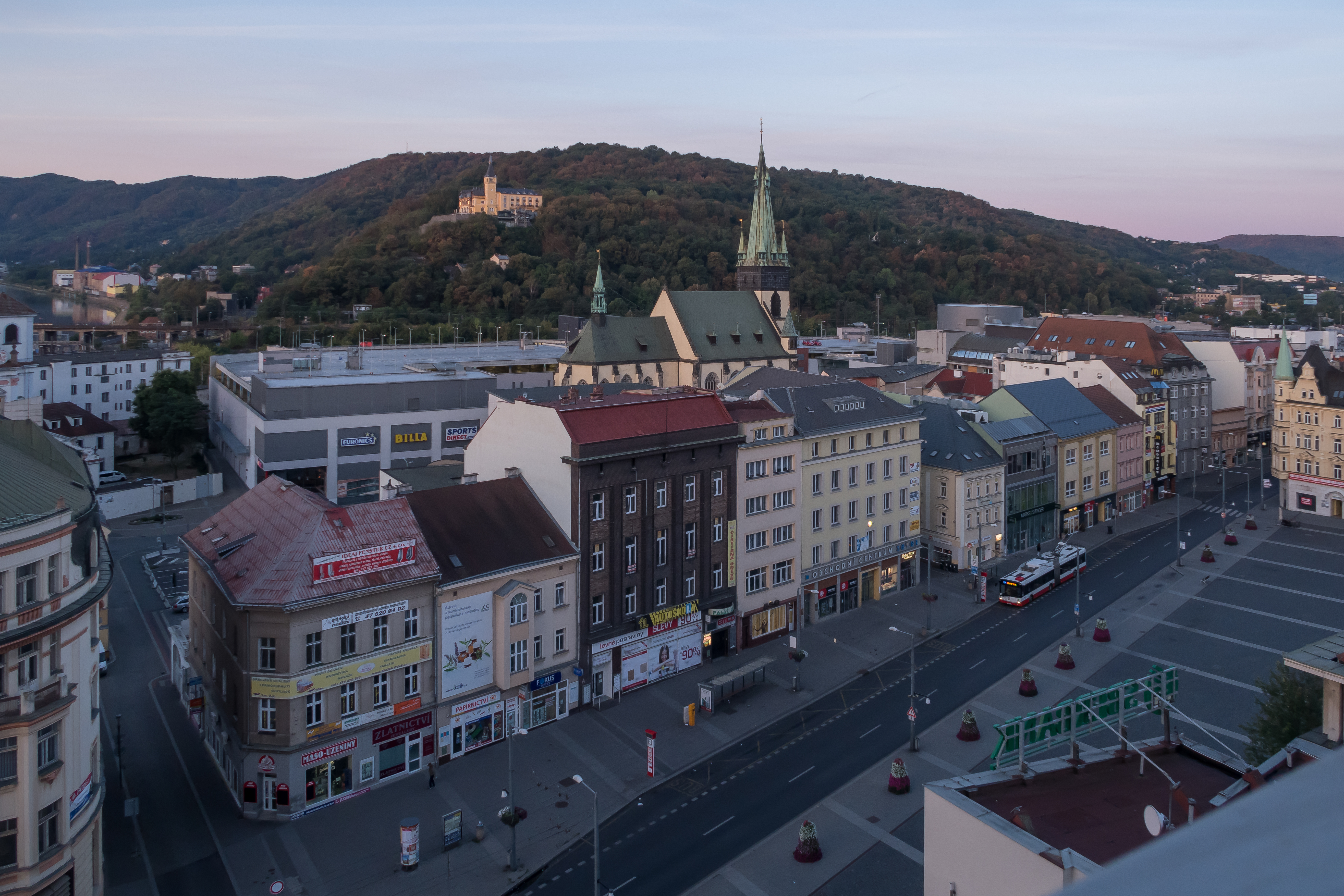
Mírové Náměstí met Maria Hemelvaartkerk

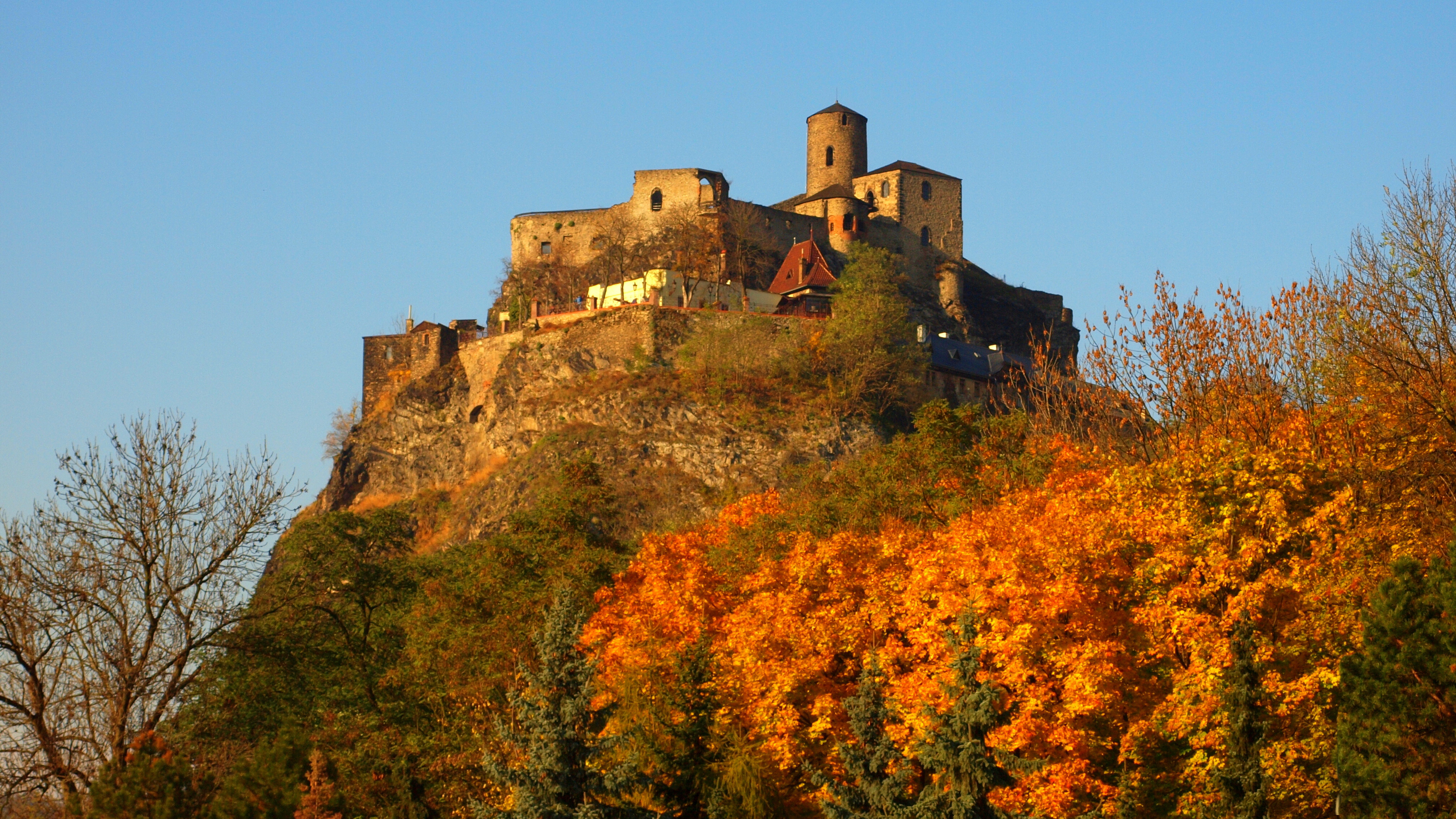
Kasteel Střekov

Ústí nad Labem (= Ústí aan de Elbe; Duits: Aussig an der Elbe), is een universiteitsstad in het noordwesten van Tsjechië. Het telt een kleine 100.000 inwoners en vormt zowel de hoofdstad van het district Ústí nad Labem, als van de gelijknamige grotere regio. De plaats ligt aan de Elbe (in het Tsjechisch Labe geheten) tussen Praag en Dresden. De stad ligt aan de voet van het Ertsgebergte en is de belangrijkste van een reeks industriesteden in Noord-Bohemen.

## Geschiedenis
In 993 wordt de plaats als een handelsnederzetting genoemd en ruim drie eeuwen later zal koning Otakar I van Bohemen haar tot koningsstad verheffen. Niet lang daarna krijgt de stad autonomie door toekenning van Duits stadsrecht volgens de Maagdenburger variant. In de 15de eeuw werd de stad meermaals belegerd door de revolutionaire Hussieten, die haar in het begin van de 16de eeuw in handen krijgen en volgens de chronieken de Duitstalige bevolking uitmoorden. Na een periode van hernieuwde economische bloei in deze eeuw was de stadsbevolking half Duits, half Tsjechisch. Zij koos de zijde van de katholieke Habsburgers en dat was de reden waarom het Duitse element de overhand kreeg, na 1622 toen de Tsjechen de onafhankelijkheid van Bohemen aan Habsburg moesten afstaan. Voor de stedelijke ontwikkeling was dat een achteruitgang want in de nu uitbrekende Dertigjarige Oorlog kwam de stad grotendeels in puin te liggen en zakte haar bevolkingsaantal tot 2.000. Dat aantal zou nauwelijks meer toenemen tot er in het tweede kwart van de 19de eeuw een nieuwe opleving kwam door de exploitatie van kolenmijnen in de omgeving en de aanleg van de spoorweg tussen Praag en Dresden. In 1860 leefden 8.000 mensen in Aussig. In de 19e eeuw kwam de industrie op in en rondom de stad. Er ontstonden mijnen, er ontwikkelde zich chemische industrie en de Elbe werd een belangrijke transportvaarweg. Nu ging het met de ontwikkeling zeer snel en na een halve eeuw aan het einde van de Habsburgs-Oostenrijkse periode telde de stad 60.000, voor 95% Duitstalige, inwoners (Sudeten-Duitsers).
In 1918 kwam de stad met het overige Sudetenland bij het nieuw opgerichte Tsjecho-Slowakije. In 1938 werd Sudetenland door Duitsland geannexeerd bij het Verdrag van München. Duizend Joodse burgers zouden de annexatieperiode niet overleven. Geallieerde bombardementen op de industriegebieden verwoestten in april 1945 ook een deel van de Altstadt van Aussig. Op 8 mei bereikten Sovjettroepen de stad en werd het stadsbestuur gevangengezet. Tsjechische milities namen het gezag over.
Op 31 juli ontplofte een munitiedepot en dat was aanleiding om de vermeende naziterroristen de schuld te geven en dat op de bevolking af te rekenen. De burgers werden in het dagelijks straatverkeer onder schot genomen en dat kostte volgens Duitse bronnen minstens duizend van hun het leven. Tsjechen houden het op honderd. De milities organiseerden vervolgens razzias waarin zij enkele tienduizenden burgers in de richting van de Duitse grens dreven nog voordat de Benes-decreten daarvoor toestemming gaven. Tot begin 1946 gingen de verdrijvingen door en daarna moest de stad met nieuwe burgers worden bevolkt. Zie ook Verdrijving van Duitsers na de Tweede Wereldoorlog.
Door de omringende industrie en mijnbouw met hun behoefte aan werkkrachten kwam een toeloop van Tsjechen en de gedwongen verplaatsing van Roma uit Slowakije op gang, die groot genoeg waren om het bevolkingspeil in de jaren zestig weer op vooroorlogs peil te brengen. Na 1990 stagneert dit aantal op 95.000. In de jaren 70 en 80 werden er veel Paneláks (goedkope flats) gebouwd, waar nog steeds veel inwoners in wonen.
Tegenwoordig is Ústí nog steeds een industriestad, met onder andere machinebouw en textiel- en voedingindustrie.
De laatste jaren bloeit Ústí weer op, onder anderen door het toerisme naar het nationaal park Boheems Zwitserland.
Sinds 1991 heeft de stad Ústi nad Labem een universiteit en bijna een tiende deel van de bevolking is student.

## Demografie

### Bevolking
Veel huidige inwoners van Ústí nad Labem zijn Roma. Zij werden na 1945 naar de ontvolkte stad verplaatst vanuit Slovakije, maar integreerden slecht met de Tsjechen die eveneens hierheen kwamen. De stad kwam in 1999 in het nieuws, toen men een muur bouwde die door voornamelijk Roma bewoonde flats scheidde van woningen van niet-Roma. Deze werd enige tijd later weer afgebroken.

## Bezienswaardigheden
- Maria Hemelvaartkerk
- Sint-Adalbertkerk, in deze kerk bevindt zich het een na grootste orgel van Tsjechië.
- Stadstheater, gebouwd in 1908, ontworpen door de Weense architect Alexander Graf.
- Stadsmuseum, tentoonstellingen over o.a. stadsgeschiedenis en Ertsgebergte.
- Kasteel Střekov, 14e-eeuws kasteel; voor 1945 Schreckenstein. Door de beschadigingen in de Dertigjarige Oorlog en Zevenjarige oorlog is het kasteel in een ruïne veranderd. De brouwerij bij het complex wordt nog wel tot vandaag de dag gebruikt.
- Dierentuin, het in 1908 gebouwde vogelpark is uitgegroeid tot een volwaardige dierentuin.

## Foto's

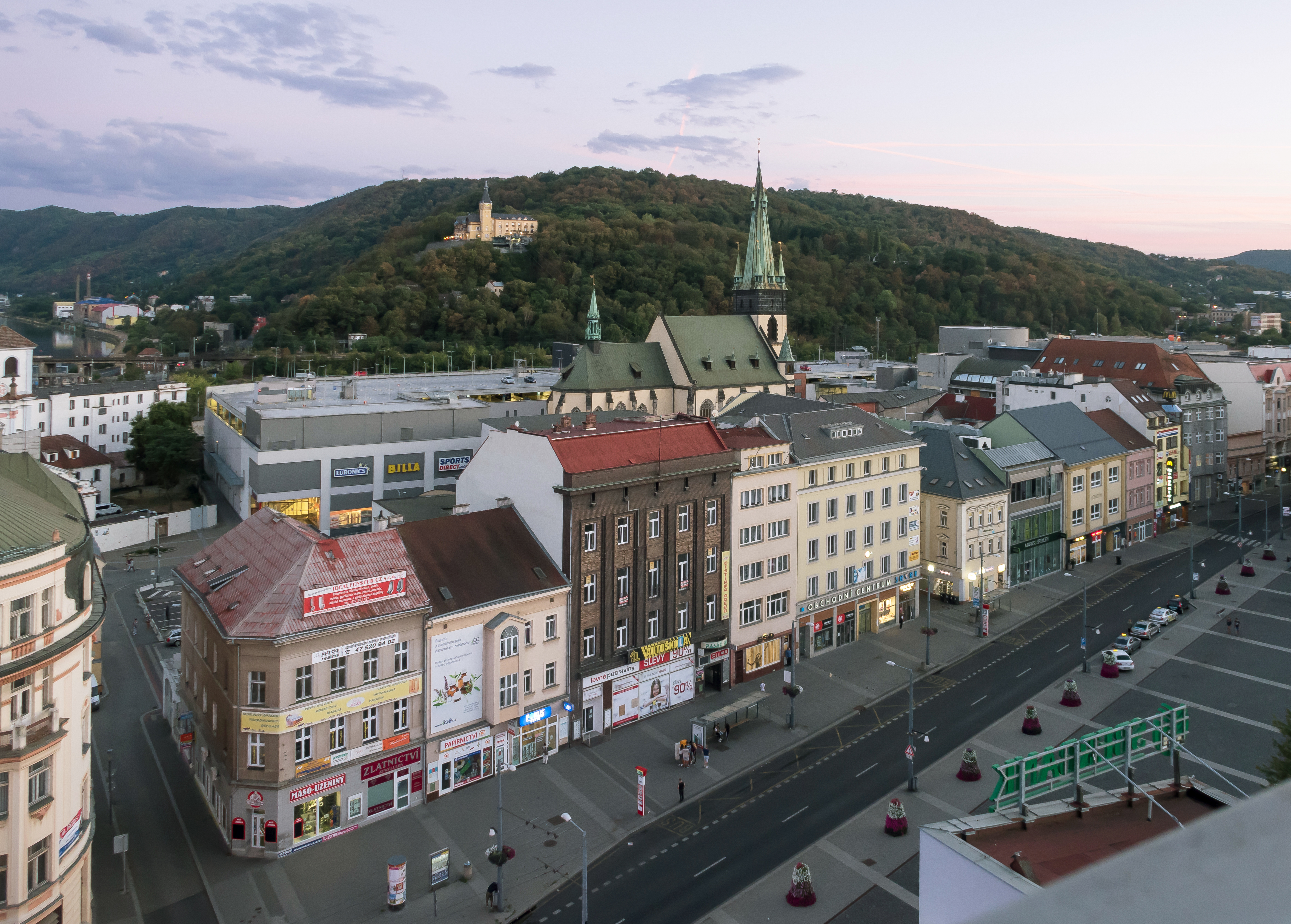
Mírové Náměstí met Maria Hemelvaartkerk
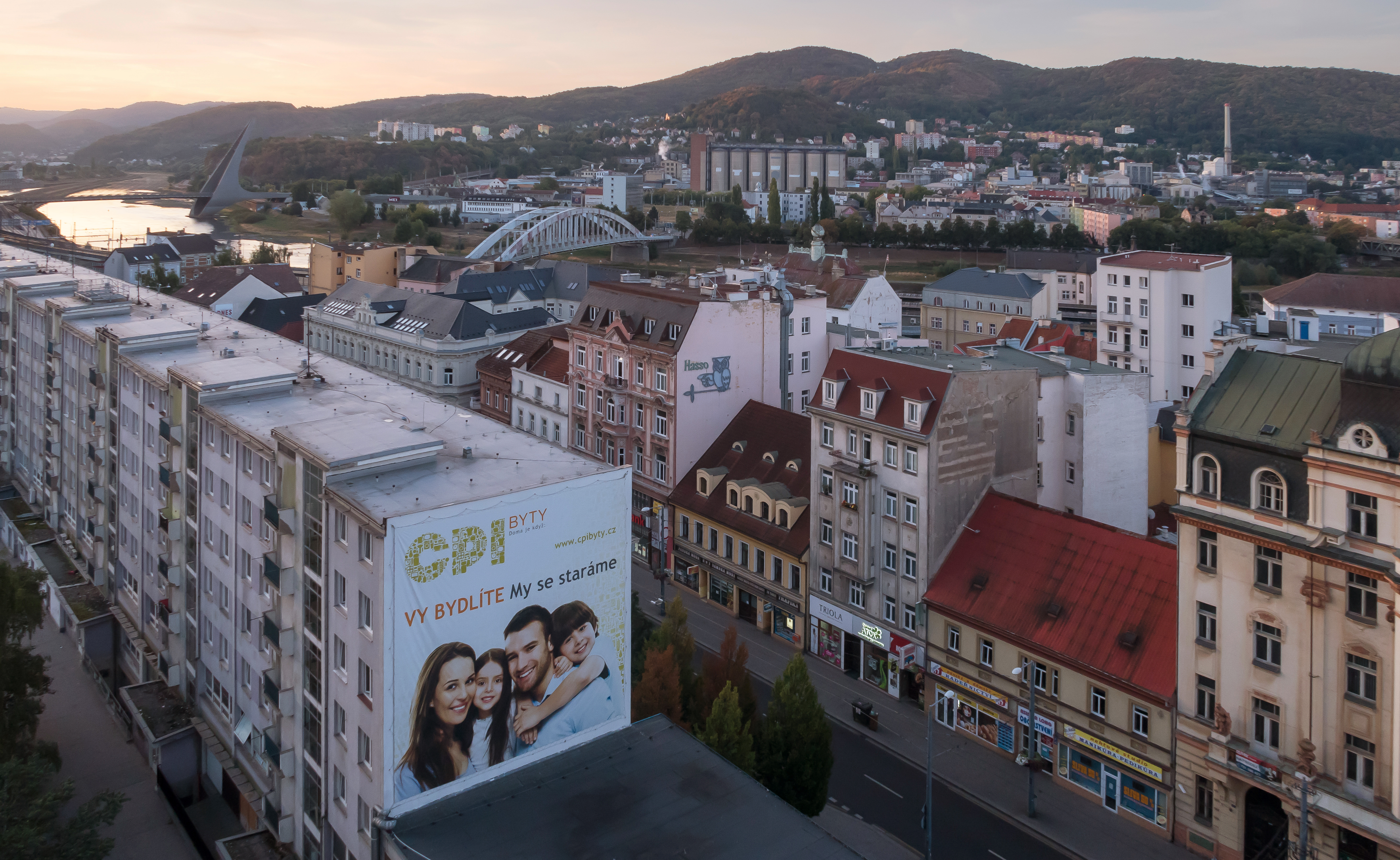
Mírové Náměstí met brug op achtergrond
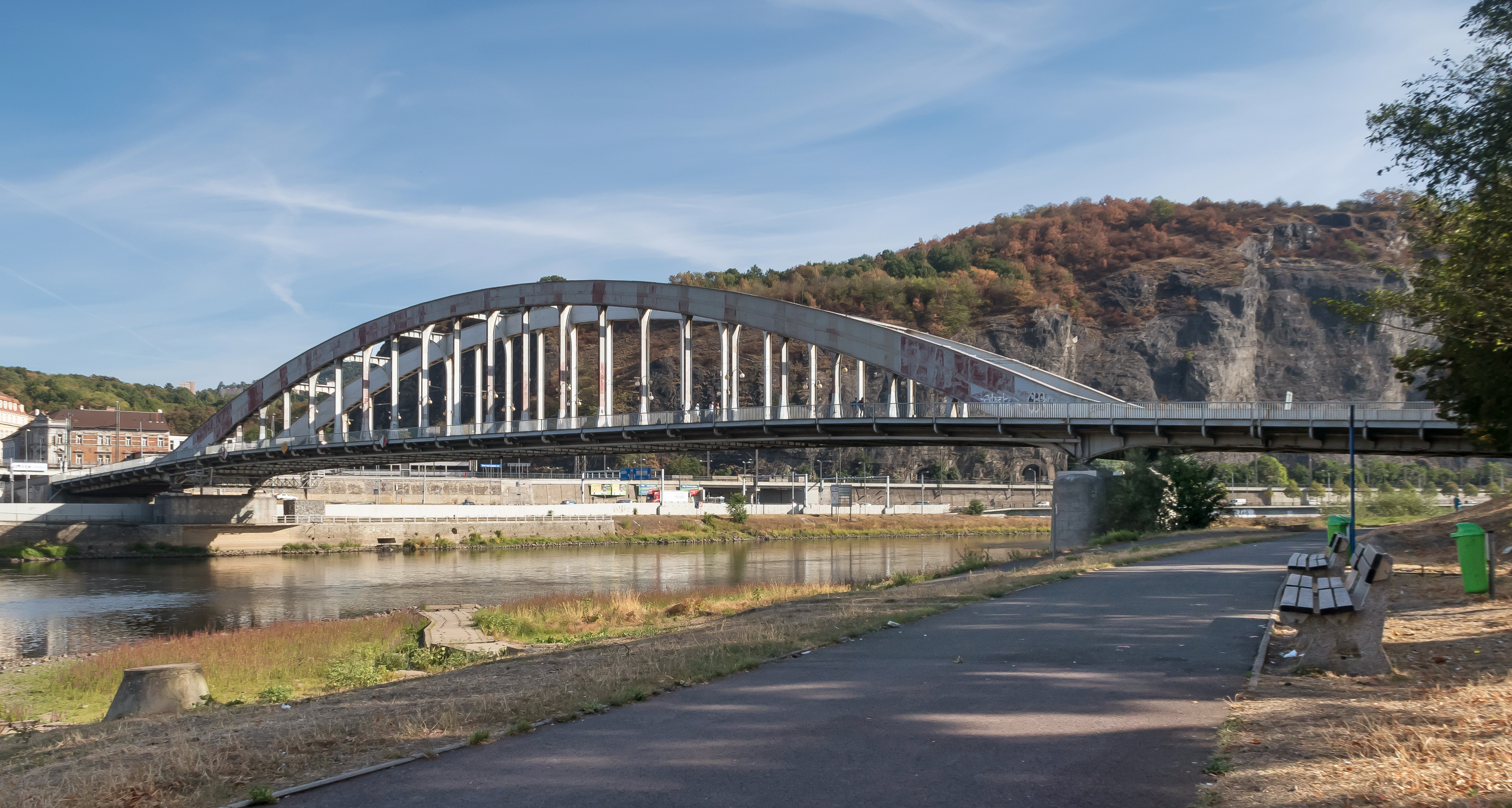
Brug: Dr. Edvarda Beneše
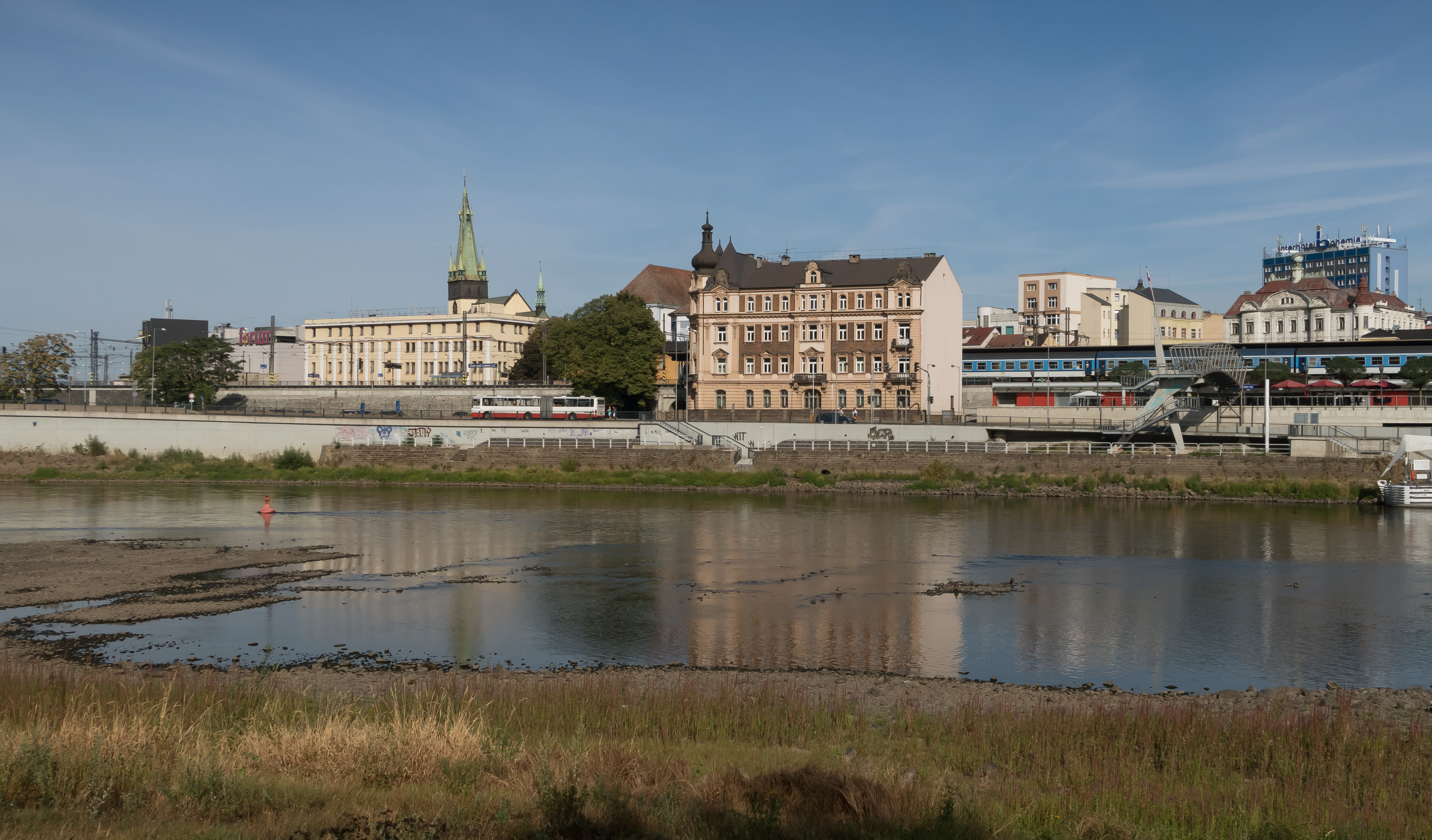
Maria Hemelvaartkerk met spoorlijn
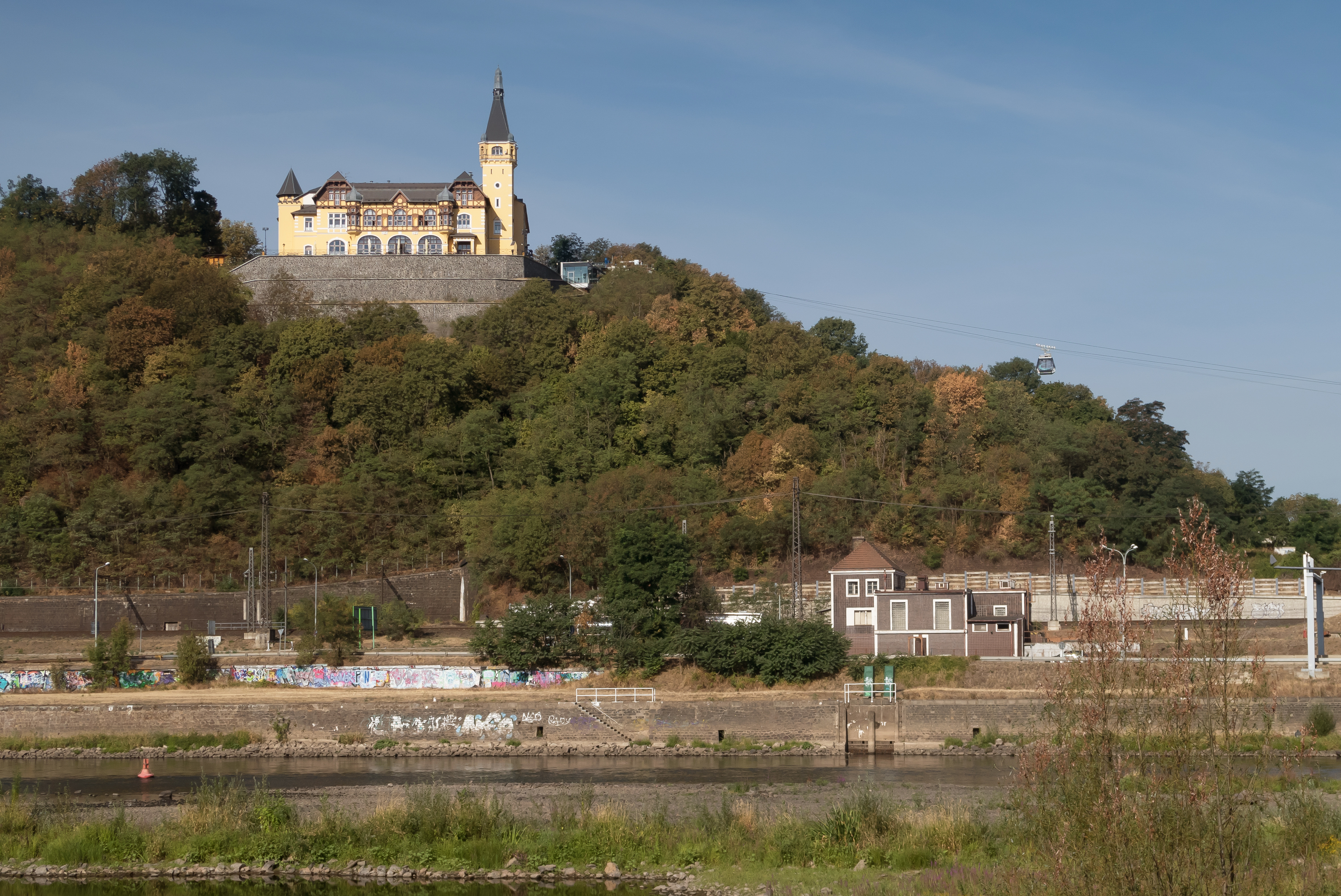
Hotel Větruše
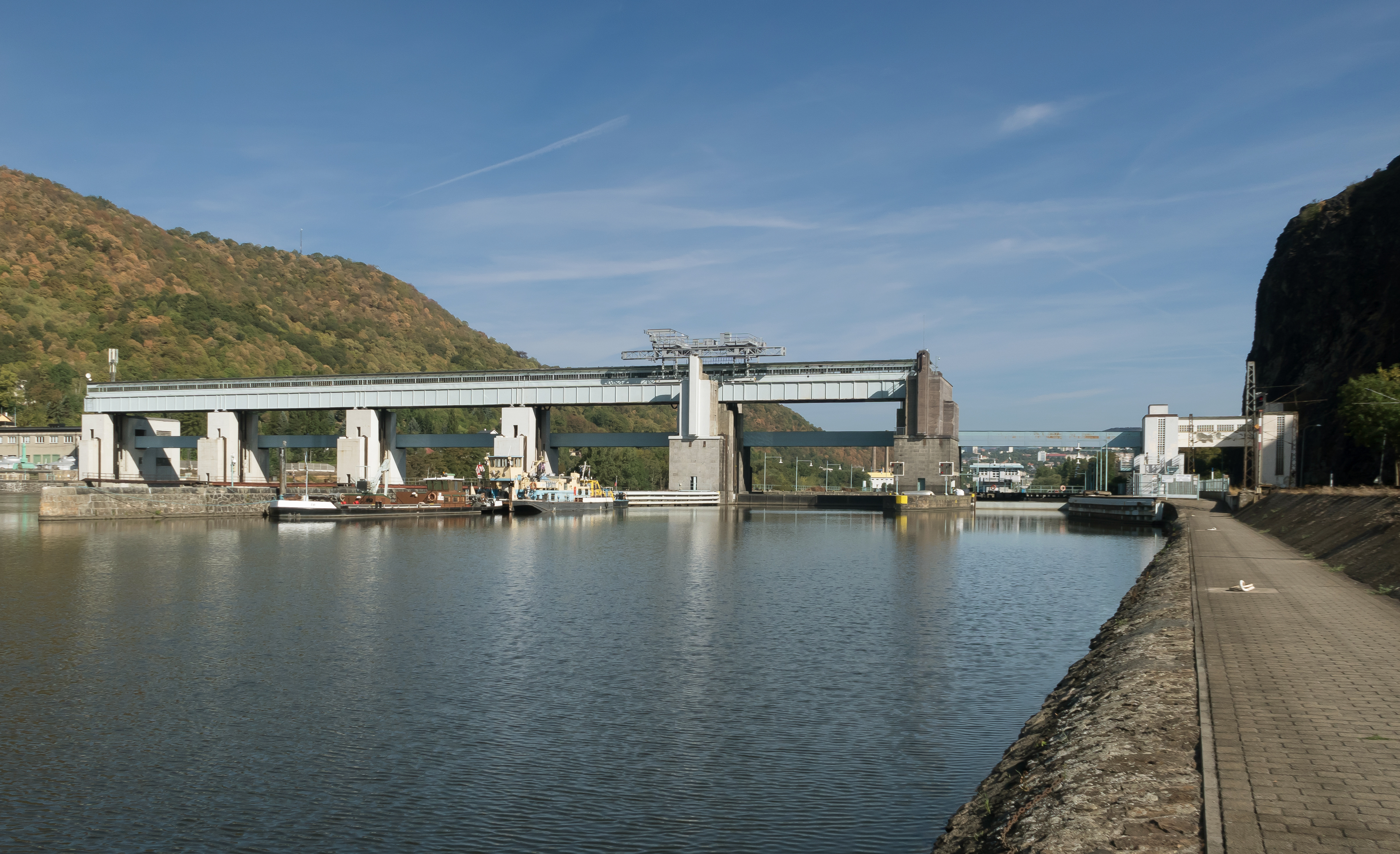
Sluis bij Střekov
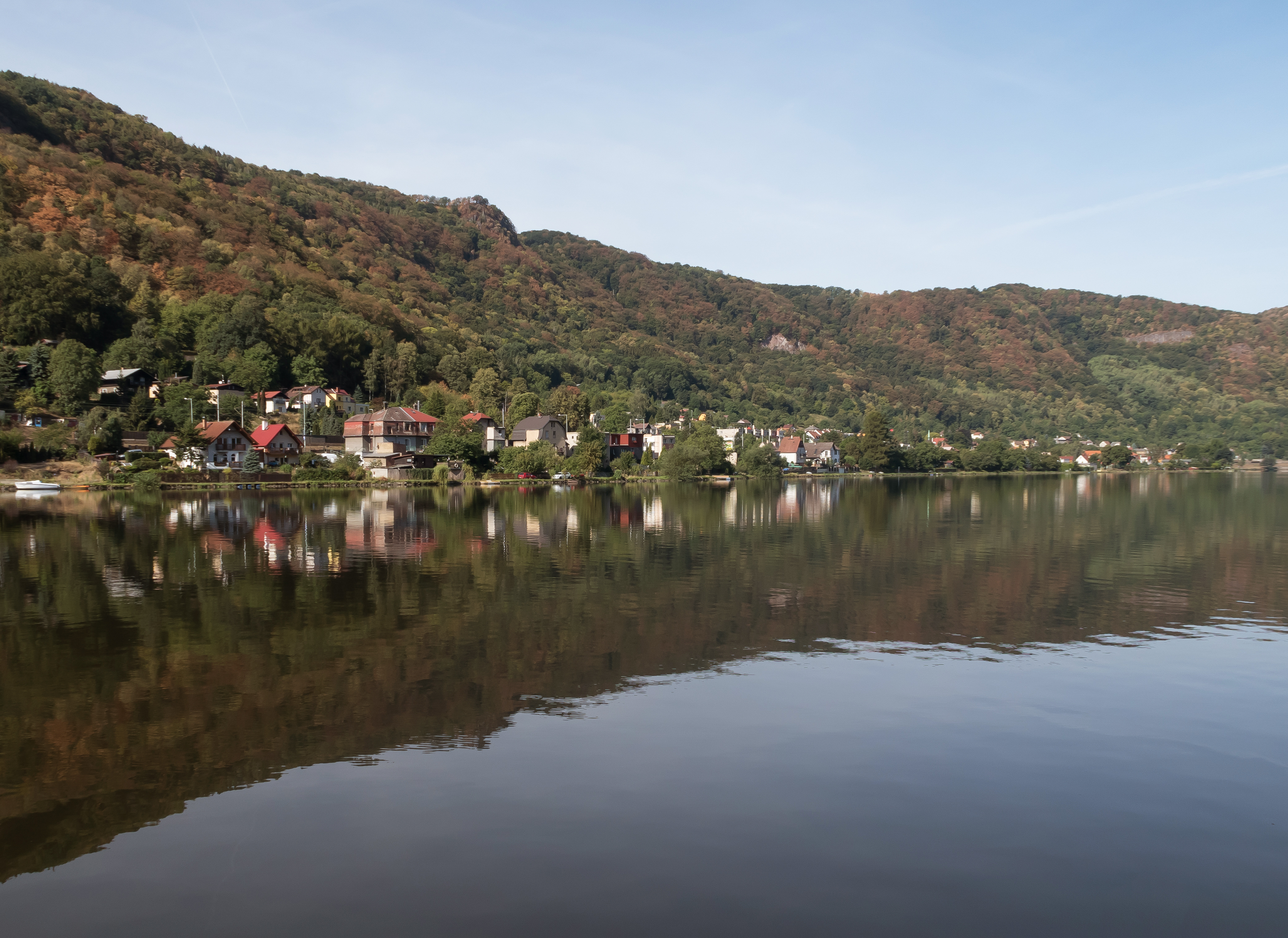
Zicht op het dorp Vaňov
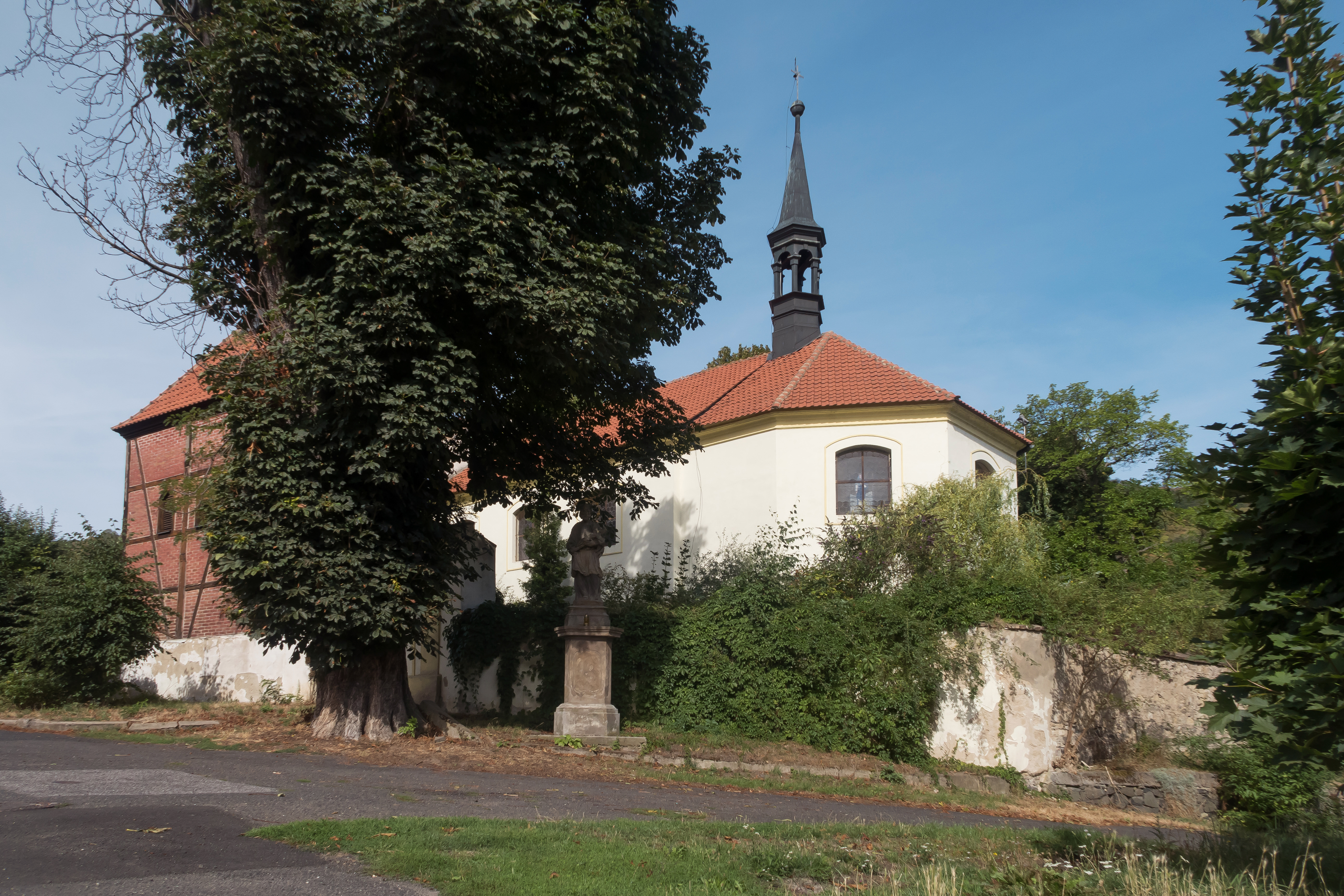
Kerk in Církvice (Ústí nad Labem)

## Sport
- FK Ústí nad Labem, voetbalclub
- HC Slovan Ústečtí Lvi, ijshockeyclub, opgericht in 1945, nu uitkomend in de hoogste Tsjechische divisie, de O2-Extraliga

## Onderwijs
In Ústí nad Labem is een universiteit met zo'n 7.500 studenten gevestigd, de Universiteit Jan Evangelista Purkyně Ústí nad Labem.

## Partnersteden
- Halton, Verenigd Koninkrijk
- Chemnitz, Duitsland
- Vladimir, Rusland

## Geboren in Aussig/ Ústí nad Labem
- Anton Raphael Mengs (1728–1779) koninklijk hofschilder en -beeldhouwer in Dresden, Warschau en in Rome
- Johann von Säxinger (1833−1897) hoogleraar gynaecologie in Tübingen
- Ludwig Schlögel (1844-1894), componist en dirigent
- Emmy Freundlich (1878–1948) feministisch socialiste van Joodse afkomst, vertrok in 1934 naar New York
- Karl Schöppe (1880−1939) Duits-nationaal politicus en burgemeester
- Ernst Strohschneider (1886−1918) kommandant van de Oostenrijks-Hongaarse luchtmacht, stortte neer aan het Italiaanse front
- Rudolf Sieber (1887–1976) filmproducer en echtgenoot van Marlene Dietrich
- Wilhelm Cavallar von Grabensprung (1889–1957) geridderd met de militaire Maria-Theresa Orden na de eerste overwinning van Oostenrijk-Hongarije op het Servische leger in 1918
- Ludwig Merckle (1892−1982) grondlegger van een van de vermogendste Duitse ondernemersfamilies in de chemie en de auto-industrie
- Martin Glaessner (1906−1989) hoogleraar mineralogie en paleontologie in Australië
- Walter Tuch (1913–1969) Wehrmacht-cameraman en reporter tijdens de Tweede Wereldoorlog
- Kurt Blecha (1923 - 2013), voorzitter van het persagentschap van de Ministerraad van de DDR
- Heinz Edelmann (1934-2009), illustrator en ontwerper
- Wolfgang Hromadka (* 1937) hoogleraar arbeidsrecht in Berlijn en rechter in Frankfurt
- Gert Gudera (* 1943) generaal-luitenant in de Duitse Bundeswehr
- Klaus Horstmann-Czech (1943-2022), beeldhouwer
- Milena Velba (*1970) glamourmodel
- Veronika Martinek (1972), tennisspeelster
- Filip Ospalý (1976), triatleet, duatleet en aquatleet
- Kateřina Holubcová (1976), biatlete
- Jiří Jarošík (1977), voetballer
- Jan Kaltenböck (* 1982) ijshockeyspeler in Oostenrijk
- Jan Mertl (* 1982) tennisser
- Michal Neuvirth (* 1988) ijshockeyspeler in de Verenigde Staten

Děčín · Chomutov · Litoměřice · Louny · Most · Teplice · Ústí nad Labem
Brno · České Budějovice · Chomutov · Děčín · Frýdek-Místek · Havířov · Hradec Králové · Jablonec nad Nisou · Jihlava · Karlsbad (Karlovy Vary) · Karviná · Kladno · Liberec · Mladá Boleslav · Most · Olomouc · Opava · Ostrava · Pardubice · Pilsen (Plzeň) · Praag (Praha) · Přerov · Prostějov · Teplice · Ústí nad Labem · Zlín
Dolní Zálezly ·
Habrovany ·
Homole u Panny ·
Chabařovice ·
Chlumec ·
Chuderov ·
Libouchec ·
Malé Březno ·
Malečov ·
Petrovice ·
Povrly ·
Přestanov ·
Ryjice ·
Řehlovice ·
Stebno ·
Tašov ·
Telnice ·
Tisá ·
Trmice ·
Ústí nad Labem ·
Velké Březno ·
Velké Chvojno ·
Zubrnice